# 採譜
採譜（英語：transcription，意为“转写”），亦称轉譜，指的是透过人耳对一首乐曲的反复试听，从而将其总谱写下来的过程。採譜的主要目的是恢复原谱以便学习乐曲并进行演奏。另外，在製作數位音樂時，特別是MIDI問世之後，許多人也經常透過採譜方式，根据乐曲重新制作成MIDI音乐。例如目前许多手机铃声就是透過採譜的方法制作出来的。
有的時候，音樂家會透過採譜的方式，將不同樂曲記錄為適合特定樂器的演奏，這個時候，我們通常會把這種採譜稱為改編。
人耳对音高的敏感度及对乐器的辨别力直接决定了採譜品質的好坏。另一方面，採譜对人耳也是一个非常好的训练。

## 辅助
- 製譜軟件：利用記譜軟件，使用者可以將辨認出的音符記入標準化的樂譜，並供個人列印或出版。
- 減速播放軟件：簡單地減速播放會導致音高改變，而減速播放的同時不改變音高的軟件則有助於記譜。
- 音高追蹤軟件：一些商業軟件可以從複雜的音樂中粗略地識別出主旋律的音高。音符的識別通常不夠準確，需要人工調整。